# Particularisme
Particularisme is het bevorderen van het eigen belang boven, en zo nodig ten koste van, de belangen van anderen. Het is de exclusieve wijding aan de eigen groep of de eigen interesse. 
Het begrip legt de nadruk op de eigen ideologie, de eigen staat en de eigen cultuur. 
Particularisme en cliëntelisme waren in West-Europa schering en inslag tot de tijd van de invoering van het algemeen kiesrecht. 